# 加藤美蜂園本舗
株式会社加藤美蜂園本舗（かとうびほうえんほんぽ、英: Kato brothers honey co.,ltd.）は、東京都台東区に本社を置く食品メーカー。
「サクラ印はちみつ」のブランドで知られ、蜂蜜を中心とする食品の製造・販売を行う。

## 主な取扱品目
- 蜂蜜
- オリゴ糖
- 黒酢飲料
- 黒蜜
- ゆず茶
- はちみつ＆れもん
- はちみつブルーベリー
- はちみつ＆しょうが

## 主要事業所・関連会社

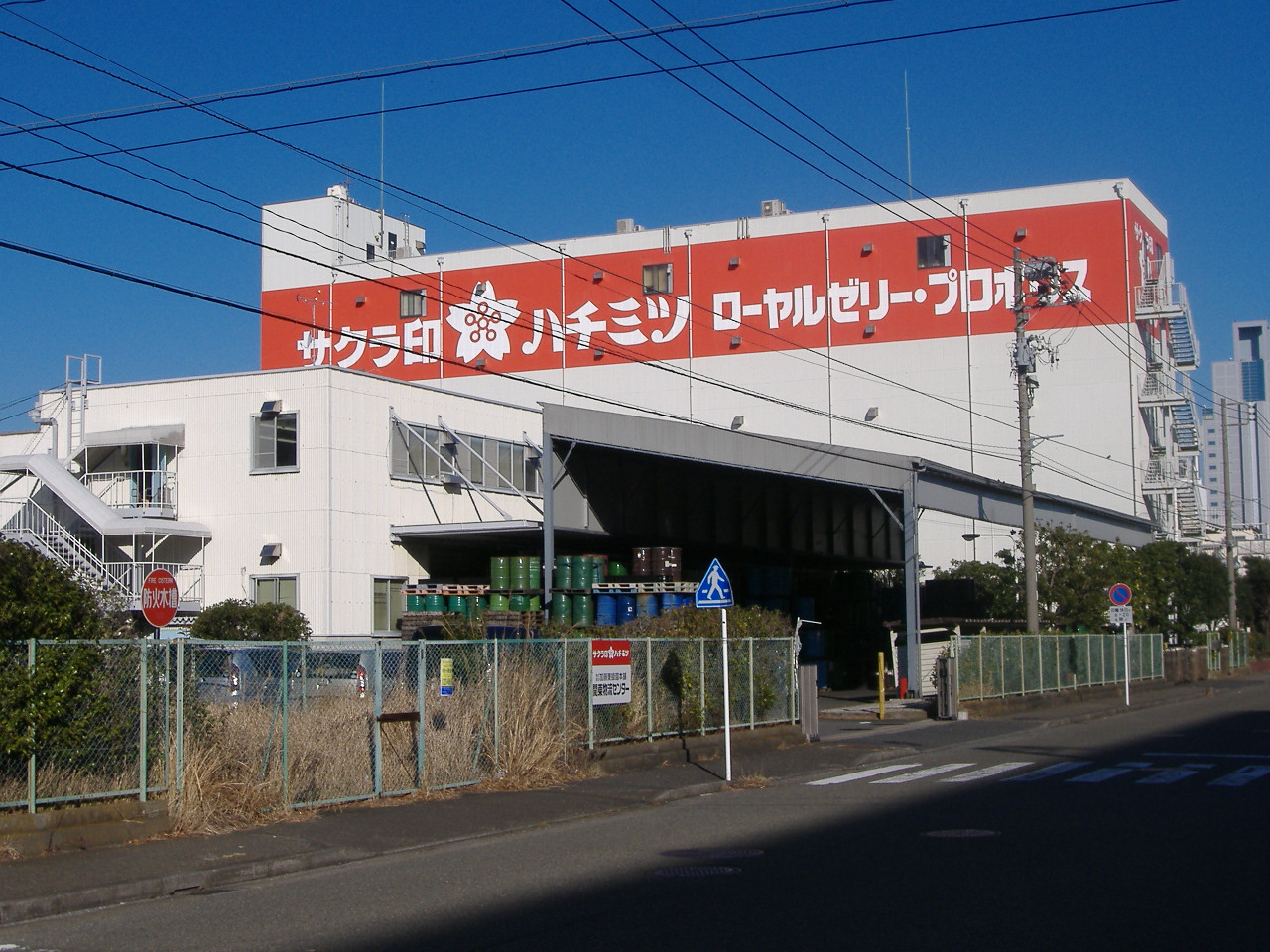
横浜工場。日本最大の蜂蜜工場である。

- 本社 - 〒111-0031 東京都台東区千束1-1-5
- 横浜工場 - 〒236-0004 横浜市金沢区福浦2-1-8
- 東京支店 - 〒111-0031 東京都台東区千束1-3-3 美蜂園ビル3階
- 東京特販支店 - 〒111-0031 東京都台東区千束1-3-3 美蜂園ビル2階
- 大阪支店／大阪特販支店 - 〒651-1431 兵庫県西宮市山口町阪神流通センター1-90
- 東北支店 - 〒984-0002 仙台市若林区卸町東1-1-40
- 名古屋支店 - 〒456-0073 名古屋市熱田区千代田町1-3
- 広島支店 - 〒733-0833 広島市西区商工センター1-5-36
- 福岡支店 - 〒816-0811 福岡県春日市春日公園1-12

### 関連会社
株式会社サクラ印はちみつ- 〒111-0031 東京都台東区千束1-1-5
加藤美蜂園本舗の100%子会社で、蜂蜜・健康食品・ゆず食品の通信販売を行う。所在地は上記東京本社と同じ。
株式会社日本ゆずレモン - 〒733-0833 広島市西区商工センター1-5-36
広島県産レモンや高知県産ゆずの果汁や陳皮などの販売を行う。
北川村ゆず王国株式会社 - 〒781-6443 高知県安芸郡北川村加茂236-1
高知県産ゆずのゆず茶や生姜を使った製品などの販売を行う。

## その他
- 2013年、カリス成城より受託し製造していた製品において中国産はちみつを混合していながらアルゼンチン産の表示のみだったとして関東農政局の立ち入り検査を受ける。これにより少なくとも約10年に渡って不適正表示が続いていたことが明らかとなり農林水産省から改善指示を受けた。[2]
- 2017年、サクラ印グループの北川村ゆず王国が、「平成28年度輸出に取り組む優良事業者表彰」において「食料産業局長賞」を受賞[3]。
- 2021年10月、週刊新潮により、サクラ印ハチミツに基準値を超える除草剤成分「グリホサート」が混入していることが報じられ、経営陣が混入の事実を把握しながら隠蔽していたことがわかる会議音声データが同誌サイトで公開された[4]。グリホサートは発がん性成分により規制強化されている除草剤で、同誌が検査した3本のうち1本は基準値の5倍量のグリホサートが混入していた[4]。消費者庁の見解では健康被害はでないとしているが、食品衛生法違反のため、メーカーが該当商品の自主回収を行った。[5][6]